# Callogryllus kilimandjaricus
Callogryllus kilimandjaricus är en insektsart som beskrevs av Sjöstedt 1909. Callogryllus kilimandjaricus ingår i släktet Callogryllus och familjen syrsor. Inga underarter finns listade i Catalogue of Life.